# Pripjat
 Ovo je glavno značenje pojma Pripjat. Za rijeku pogledajte Pripjat (rijeka).
Pripjat (ukr. Прип'ять) napušteni je grad u sjevernoj Ukrajini, u Kijevskoj oblasti.

## Zemljopis
Pripjat se nalazi na krajnjem sjeveru Ukrajine, u blizini granice s Bjelorusijom. Udaljen je od glavnoga grada Kijeva 100 km, a nalazi se na istoimenoj rijeci Pripjat.

## Povijest

### Prije nesreće
Bio je to grad u kome su živjeli zaposleni u černobilskoj nuklearnoj elektrani. Grad je nakon nesreće 1986. godine napušten u krugu od 30 km. Broj stanovnika prije nesreće je bio oko 50.000, a sada je to potpuno prazan grad. Ovaj grad, iako je bio od vojne važnosti, bio je dostupan svima. Smatralo se da su tadašnji nuklearni reaktori bili ponos inženjeringa i napretka Sovjetskog Saveza. Iako je elektrana trebala biti izgrađena samo 25 km od Kijeva, glavnog grada Ukrajine, Ukrajinska akademija znanosti inzistirala da se izgradi dalje od grada, točnije 100 km od Kijeva, u gradu Pripjatu.

## Poslije nesreće
Pripjat je do skoro predstavljao praktički muzej, koji je dokumentirao posljednje godine Sovjetskog Saveza. Stanovi, bazeni, bolnice i ostale ustanove su bile potpuno napuštene, sve unutar tih ustanova ostavljeno je da trune. Stanovnici su nakon nesreće mogli ponijeti samo kofer s dokumentima, knjigama i odjećom koja nije bila kontaminirana.
Međutim, početkom 21. stoljeća, zgrade i stanovi su potpuno opljačkani. Ništa vrijedno nije ostalo u tom gradu. Kuće i stanovi ispunili su se vodom, pa nije neobično vidjeti kako drvo raste na krovu kuće ili u samoj kući. Već nekoliko desetaka godina, grad leži u ruševinama.
Pripjat i njegova okolica neće još nekoliko stoljeća biti sigurni za ljudsko stanovanje. Prilikom nesreće oslobođena je velika količina opasnog radioaktivnog izotopa cezija 137, i trebat će oko 300 godina da se tisućiti dio količine, koja se oslobodila, raspadne. Stroncija 90 će također trebati nekoliko stotina godina.
Iako je pristup ljudima zabranjen, životinje slobodno ulaze u područje grada, pa se promjene koje nastaju u njihovim organizmima prate redovito. Određuje se kolika je količina radioaktivnog materijala dospjela u njihove organizme i prije svega kakve posljedice nosi sa sobom.

## Stanovništvo
Pripjat je 1985. godine imao 47.500 stanovnika, 25 različitih nacionalnosti, trenutno u gradu ne živi ni jedan stanovnik.

## Poznate osobe
- Elena Filatova ukrajinska motociklistinja i fotografkinja.

## Vanjske poveznice
- Službena stranica grada  Arhivirana inačica izvorne stranice od 23. rujna 2005. (Wayback Machine)

### Ostali projekti
|  | Zajednički poslužitelj ima još gradiva o temi Pripjat |